# Cubango (Niterói)
Cubango é um bairro da cidade de Niterói, estado do Rio de Janeiro. Fica localizado na Região Norte, uma das cinco Regiões de Planejamento da cidade, tendo se desenvolvido ao longo de sua principal via, a Rua Noronha Torrezão; o bairro do Cubango tem como vizinhos os bairros de Fátima, Fonseca, Pé Pequeno, Santa Rosa, São Lourenço e Viçoso Jardim.
O bairro do Cubango e a Rua Noronha Torrezão, antigo Caminho do Cubango, já tiveram uma área de abrangência muito maior do que apresentam hoje. Ambos iniciavam-se no Largo do Marrão, em Santa Rosa, e terminavam na Alameda São Boaventura, no Fonseca. Com o passar das décadas foram reduzidos, comprimidos e até mesmo mudaram de nome. O final do Caminho do Cubango passou a se chamar Rua Desembargador Lima Castro em 1878 e, hoje, pertence quase que inteiramente ao vizinho bairro do Fonseca. Já o bairro topônimo teve seu início, primeiramente, recuado do Largo do Marrão para a Rua Vereador Duque Estrada e posteriormente foi recuado daquela via, na altura do número 133 de sua perpendicular mais importante, para as proximidades do número 229 (em prol de Santa Rosa). O final do Cubango, que já abrangeu metade da Rua Desembargador Lima Castro, foi também reduzido para uma área pífia, com menos de uma dezena de imóveis, no encontro de sua bifurcação com a Estrada de Viçoso Jardim.

## Geografia
De acordo com dados do IBGE, censo do ano de 2010 o bairro do Cubango possui cerca de 11.374 habitantes, representando 2,33% da população do município de Niterói.

## Histórico

### Origens e processo de ocupação
Para entendermos o processo de ocupação do Cubango precisamos voltar no tempo, para a época em que indígenas viviam na localidade e a denominaram de “u-bang-u”, que teria como significado “terras escondidas”. Segundo o livro do jornalista e poeta Luis Antônio Pimentel “Topônimos tupis de Niterói”, Cubango seria a junção de dois radicais, “Ubang” que é o mesmo que barreira e “o” que em tupi é o mesmo que escuro, a letra “c” veio na adaptação ao português, portanto Cubango é o mesmo que “barreira escura”, ou “anteparo negro”.
Com o passar do tempo, segundo alguns autores, a dominação portuguesa transformou o local em ponto de comercialização de escravos. Este ponto, hoje, ocupado por uma rótula viária, corresponde ao largo conhecido como “Venda das Mulatas”, na divisa com o bairro de Viçoso Jardim. Presume-se que estes escravos seriam da atual província de “Cuando-Cubango”, antiga Vila da Ponte (nome colonial), em Angola, e adaptaram o indígena “u-bang-u” para o mesmo nome do rio e da vila daquele país.
O primeiro registro cartográfico do bairro é de 1833, porém a planta de 1858 ignorou-lhe a existência. Na planta do engenheiro Júlio Frederico Koeler há uma bifurcação pouco depois do Calimbá (nas proximidades da atual Rua Dr. Paulo César), deixando à direita Santa Rosa e rumando, para a esquerda, depois de ladear o Largo do Marrão, em direção ao Cubango, através do começo da atual Rua Noronha Torrezão, então denominada Caminho da Engenhoca.

### Século XIX

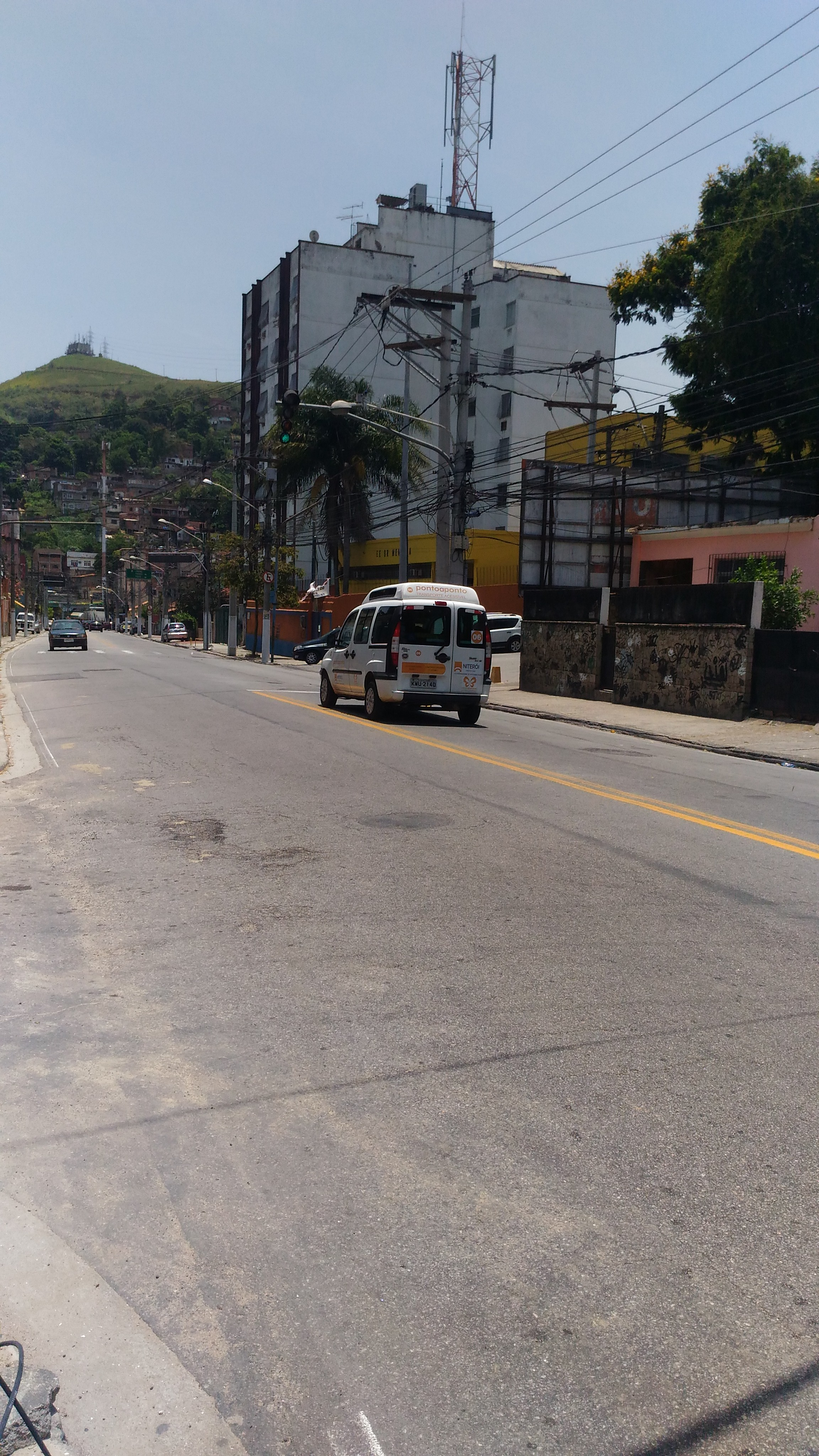
Foto de parte da Rua Noronha Torrezão, principal via do bairro do Cubango.

Assim, como a maioria dos bairros de Niterói, o atual Cubango fazia parte de uma grande fazenda, a da “Boa Vista”. O dono de toda esta riqueza era o português José Antônio Alves Viana, que depois se retirou para o Porto, como consta no anúncio de leilão de suas glebas. A venda de sua propriedade no Distrito de São João de Caray está registrada no Jornal do Comércio de 13 de dezembro de 1838 por Santos & Cia, tendo o leilão ocorrido no dia seguinte, às dezessete horas,  na Rua da Cadeia Velha (atual Rua José Clemente). A sede da fazenda, nas proximidades da Venda das Mulatas, distando quatro léguas de Niterói, era comparável somente à Chácara de Icaraí, senão melhor. Não só pela fábrica de fumo presente, ou de tudo que teria de agradável e aprazível, mas ainda pelo verdadeiro palácio rico em vidraças e cômodos no meio de um belo terreno coberto de pés de café. Todavia, não há mais registros físicos deste imóvel e de sua abrangência.
Inicialmente, bairros como o Cubango, Pé Pequeno e Viradouro faziam parte de Santa Rosa, que se caracterizava pelas suas magníficas chácaras cobertas por árvores frondosas e com uma população pouco densa. Com o passar do tempo estas estâncias foram subdivididas, parceladas e transformadas em ruas e avenidas. Na atual área de abrangência do Cubango presume-se que existiam quatro fazendas de hortaliças e legumes, que abasteciam a população (Everardo Backheuser in Minha Terra e Minha Vida - Niterói há um século, 1994): as chácaras do Malafaia, do Noronha Torrezão, a do Comandante Henrique Antonio Batista (1824-1889) e a gigantesca Chácara do Peña.
Quando o abastecimento de água em Niterói ainda era precário a chácara do Peña se destacava, pois seu proprietário, o comerciante e cônsul geral uruguaio no Rio de Janeiro, disponibilizava carroças-pipa para suprir a população, levando barris a 40 réis, e em períodos de seca a 100 réis, o que fazia com que só pessoas com recursos pudessem consumir. Érico Augusto Peña (1833-1898) esteve à frente de muitos empreendimentos de urbanização em Niterói, onde sempre residiu, como por exemplo, o Aterrado de São Lourenço. Em sua propriedade localizava-se uma capela dedicada a São José, onde foram celebrados muitos casamentos elegantes.
A chácara Noronha Torrezão pertencia ao capitão-tenente da Marinha, José Leopoldo (1817-1878), que era casado com Augusta Emília Noronha Torrezão, que morreu na mesma propriedade, em 1900, octogenária. O filho ilustre do casal se tornou o benemérito da via mais importante de todo o Cubango, onde residiam.

### Século XX ao início do século XXI
Até o final do século XIX, o Cubango era pouco ocupado e com grande presença de negros. O bairro em si só foi criado oficialmente no começo do século XX, e prolongava-se pelo vale de ligação dos bairros de Santa Rosa e do Fonseca. Não havia, então, tráfego de bondes. Salubre, fresco, frio, cercado de morros cobertos de vegetação, sem a umidade das zonas próximas ao mar, era procurado pelos que careciam de uma temperatura amena e apresentavam problemas respiratórios. Segundo a memória de seus moradores mais antigos, era conhecido como a “Suíça de Niterói”.
Com o tráfego de bondes, a partir de 1911, veio o desmembramento dos terrenos e a sua procura gerou rápida valorização local. Contudo, as aprazíveis residências mais campestres e pitorescas com hortas, pomares e fontes de água cristalinas seriam encontradas no bairro ainda por um bom tempo. Foi nesta época que o tradicional Colégio Brazil saiu de Cordeiro, interior do estado do Rio de Janeiro, onde fora fundado em 1902, mudando-se então para a rua Noronha Torrezão, esquina com a Rua Jônatas Botelho. Este conceituado educandário, fundado pelo professor João Brazil, que teve suas atividades encerradas em 1986, no Fonseca, instalou-se primeiramente no Cubango, como forma de expandir suas atividades. Todavia, o contrato de locação da propriedade foi encerrado em 31 de janeiro de 1923 e, por desentendimento das partes, não foi renovado; assim, esta instituição mudou-se para a Rua Benjamin Constant n° 350 e finalmente para a Alameda São Boaventura n° 369.
A partir da década de 1920, começou a se registrar no bairro a presença lusitana e o incremento de sua população. Cabe ressaltar a importância portuguesa na comunidade, seja através do parcelamento de alguns terrenos, seja através do estímulo a atividades econômicas (comerciais, agrícolas) e sociais. A grande concentração de quitandas e armazéns, que abasteciam o Cubango, ficava na “Venda das Mulatas”. O primeiro “centro” de bairro, batizado pelos clientes, recebeu este nome em decorrência de existir, naquele local, um estabelecimento de um português que casou-se com uma negra e teve três filhas mulatas. Este eixo comercial foi posteriormente transferido para o Largo do Marrão.
Na década de 1930 outro registro histórico importante deve ser destacado: a tese do arquiteto e urbanista Attilio Corrêa Lima (o mesmo responsável pelo projeto da construção de Goiânia, capital de Goiás), “Avant projet D´Amenangement et D´extension de La Ville de Niterói”, defendido na França em 1932. Em seu plano urbanístico, o Cubango é ligado, através de uma via direta, à Zona Portuária, no Centro da cidade. “Também é proposta uma cidade universitária, junto ao Cubango, dotada de prédios para as faculdades, residência universitária e hospital. Junto à praça quadrada, no cruzamento da rua da Universidade com a que leva à Santa Rosa, situava-se na elevação do terreno o conjunto dos museus” (Marlice Nazareth Soares de Azevedo - Niterói Urbano, a construção do espaço da cidade, 1997, pág. 52).
A partir da década de 1940 foi iniciada, no Cubango, a ocupação sob a forma de loteamentos. O bairro originalmente proletário se destacava pela grande quantidade de operários que trabalhavam nas indústrias do Barreto, de Santana e nos estaleiros da Ponta d'Areia. Já na década de 1950 a região semi-rural passou por mais um incremento populacional em decorrência de melhorias, que trouxeram ao bairro serviços básicos de infra-estrutura como água tratada, esgoto, asfalto e, posteriormente, iluminação a vapor.
Entre 1958 e 1964 Hélio Brasil Álvares, morador da Avenida 22 de Novembro, único vereador até hoje eleito pelo Cubango, exerceu seu mandato. Foi ele o responsável pelo fechamento de tradicionais bordéis no começo da década de 1960: a “Churrascaria Rancho Alegre” (Rua Desembargador Lima Castro nº 367) e defronte desta a “Casa da Berenice”.
A década de 1970 foi muito importante para o bairro, que passou a arregimentar uma população cada vez maior de classe média, fruto da provisão de habitações pelo Sistema Financeiro da Habitação (SFH) (antigo BNH). Este processo modificou gradualmente o perfil do bairro, que recebeu grandes conjuntos habitacionais entre esta década e a década de de 1980, tendo seu maior incremento populacional, chegando a ocupar o 11º lugar no município. Em contrapartida, no mesmo período, surgiram núcleos de favelização como os morros do Arroz, do Serrão, do Abacaxi e do Querosene.
É atualmente um elo de ligação entre o Fonseca e Santa Rosa, local de residência, caracterizado pela presença massiva de casas e de novos prédios residenciais, fruto do mais recente interesse imobiliário. Em meio aos casarões mais antigos, o comércio vem se diversificando e começam a aparecer alguns tipos de serviços voltados para a população de melhor poder aquisitivo. Escolas particulares e concessionárias de veículos são alguns exemplos.